# Aeroportul Yoro
Aeroportul Yoro (IATA: ORO, ICAO: MHYR) este un aeroport din Departamentul Yoro, Honduras ce deservește zona Yoro⁠(d). A fost numit după zona deservită.
Situat la o altitudine de 675 m, aeroportul dispune de o singură pistă.